# Robbie Buhl
Robbie Buhl, född den 2 september 1963 i Detroit, Michigan, USA, är en amerikansk racerförare.

## Racingkarriär
Buhl fick sitt genombrott när han vann Indy Lights 1992. Han försökte därefter testa sin lycka i CART, men lyckades inget vidare med sin satsning, och blev istället en av förarna när IRL startades 1996. Han tog sin första seger säsongen 1996/97 med Team Menard på New Hampshire Motor Speedway. Han var därefter stallkamrat med Kenny Bräck i A.J. Foyt Enterprises under 1999, men han nådde inga större framgångar med teamet. Han startade därefter sitt eget team Dreyer & Reinbold Racing med sig själv som förare inför säsongen 2000. Han överraskade etablissemanget genom att vinna säsongens första deltävling på Walt Disney World Speedway utanför Orlando. Han tog samma år sin bästa mästerskapsplacering med en åttondeplats. I takt med att konkurrensen i serien ökade med CART-team som anslöt minskade Dreyer & Reinbolds chanser, och Buhl drog sig tillbaka efter 2003 för att kunna fokusera på att driva teamet. Han arbetade även som TV-kommentator för Versus IndyCar-sändningar.